# Oxie SK
Oxie SK är en fotbollsklubb från Oxie, Malmö. Klubben bildades 2013 genom en sammanslagning Oxieklubbarna Oxie IF och BK Vången.